# Blue Phantom
Blue Phantom foi um grupo italiano de rock progressivo ativo no início da década de 1970.

## História
A banda promoveu um álbum atualmente conhecido pelos colecionadores e admiradores do psicodélico e do progressivo europeu. O seu único álbum Distortions foi gravado na Itália e realizado, em 1971, junto a um single, por um grupo de músicos desconhecidos. Mais tarde foi reeditado também em outros países europeus, entre os quais, a Inglaterra.
Na Itália foi editado pela Spider, uma etiqueta de propriedade da Vedette. As músicas foram compostas sob o pseudônimo Tical e tocadas por Armando Sciascia.
O álbum é inteiramente instrumental e com influências do som psicodélico do final dos anos 1970.

## Discografia

### LP
- 1971 - Distortions, Spider (VSM 38543)

### CD
- 1998 - Raccolta completa, Giallo (SAF 010). Reedição do álbum anterior com uma música adicional.
- 2008 - Distortions, AMS/BTF (AMS 136CD). Reedição do álbum de 1971 com duas músicas do 45 rotações Uncle Jim.

## Singles
- 1971 - Uncle Jim/Diodo, Spider (VRN 34106). Lado B baseado em Distortions.
- 1971 - Diodo, Vedette (VRN 34111). Single de juke box baseado em Distortions. No lado B Fuzzy Farrell/Love needs love.